# Паризит-(Ce)
Паризит-(Ce) - мінерал групи паризиту, фтор-карбонат кальцію та церію.
Хімічна формула:
- 1. За Є. Лазаренком: CaCe2F2[CO3]3.
- 2. За «Fleischer's Glossary» (2022): Ca(Ce, La)2[CO3]3F2.

Зустрічається тільки у вигляді кристалів, які належать до тригональної або моноклінної псевдогексагональної системи і зазвичай мають форму гострих подвійних пірамід, що закінчуються базисними площинами; грані шестикутних пірамід горизонтально смугасті, а паралельно базовій площині — ідеальна спайність по базопінакоїду. Утворює щільні дрібнозернисті агрегати. Кристали мають коричневий колір або сірувато-жовтий, напівпрозорі. Твердість 4,5, питома вага 4,36. Світло, яке пройшло через кристал паризиту-(Ce), демонструє характерний спектр поглинання. Блиск скляний з перламутровим відливом на площинах спайності. Крихкий. Розчиняється в HCl.
Типовий гідротермальний мінерал родовищ, пов'язаних з лужними інтрузіями, де зустрічається разом з кальцитом і флюоритом.
Спочатку єдине відоме місце прояву цього мінералу було у відомій смарагдовій копальні в Музо в Колумбії, де він був знайдений Дж. Дж. Парісом, який знову відкрив і розробляв копальню на початку 19 століття; тут він асоціюється із смарагдом у бітумінозних вапняках крейдяного віку.
Знайдений також у карбонатитах, фенітах, найбільші скупчення в карбонатитових родов. рідкісноземельних руд спільно з баритом, кальцитом,флюоритом, бастнезитом, стронціанітом (Маунтін-Пасс, Каліфорнія, США). Інші знахідки: Лангесунд-фіорд (Норвегія), Куінсі (штат Массачусетс, США), копальні Мусо (Колумбія), Східні Саяни (Республіка Саха, РФ). В Україні є в Жовтневому масиві, Східне Приазов'я, Донецька область.
Збагачується аналогічно бастнезиту.

## Аналоги та асоціації
Тісно пов'язаний із паризитом-(Ce) і вперше описаний як він же мінерал з нефелін-сієнітового району Какорток на півдні Гренландії. Йому було дано назву синхізит. Кристали ромбоедричні (на відміну від шестикутних; мають склад CeFCa(CO3)2 і питому вагу 2,90.
Асоціація: бастнезит, синхізит, кордиліт, анкіліт, кальцит, флюорит, кварц.